# Bike (Zeitschrift)
Das BIKE-Magazin ist eine deutsche, monatlich erscheinende Special-Interest-Zeitschrift, die sich auf das Thema Mountainbike spezialisiert hat. Die Zeitschrift erscheint meist Mitte des Monats im Bielefelder Delius Klasing Verlag. Der Redaktionsstandort befindet sich in München. Chefredakteur ist Josh Welz. BIKE gilt als Sprachrohr der Mountainbike-Szene. Test, Technik, Service, Reise und Reportage sind die Themenschwerpunkte des Magazins. Das Magazin wird zu einem Einzelpreis von 8,90 Euro verkauft.
Mit einer Auflage von 76.489 Exemplaren (IVW 2/2012) ist BIKE das größte Mountainbike-Magazin in Europa und hat eine Reichweite von 410.000 Lesern (laut Allensbacher Werbeanalyse) pro Ausgabe.

## Geschichte

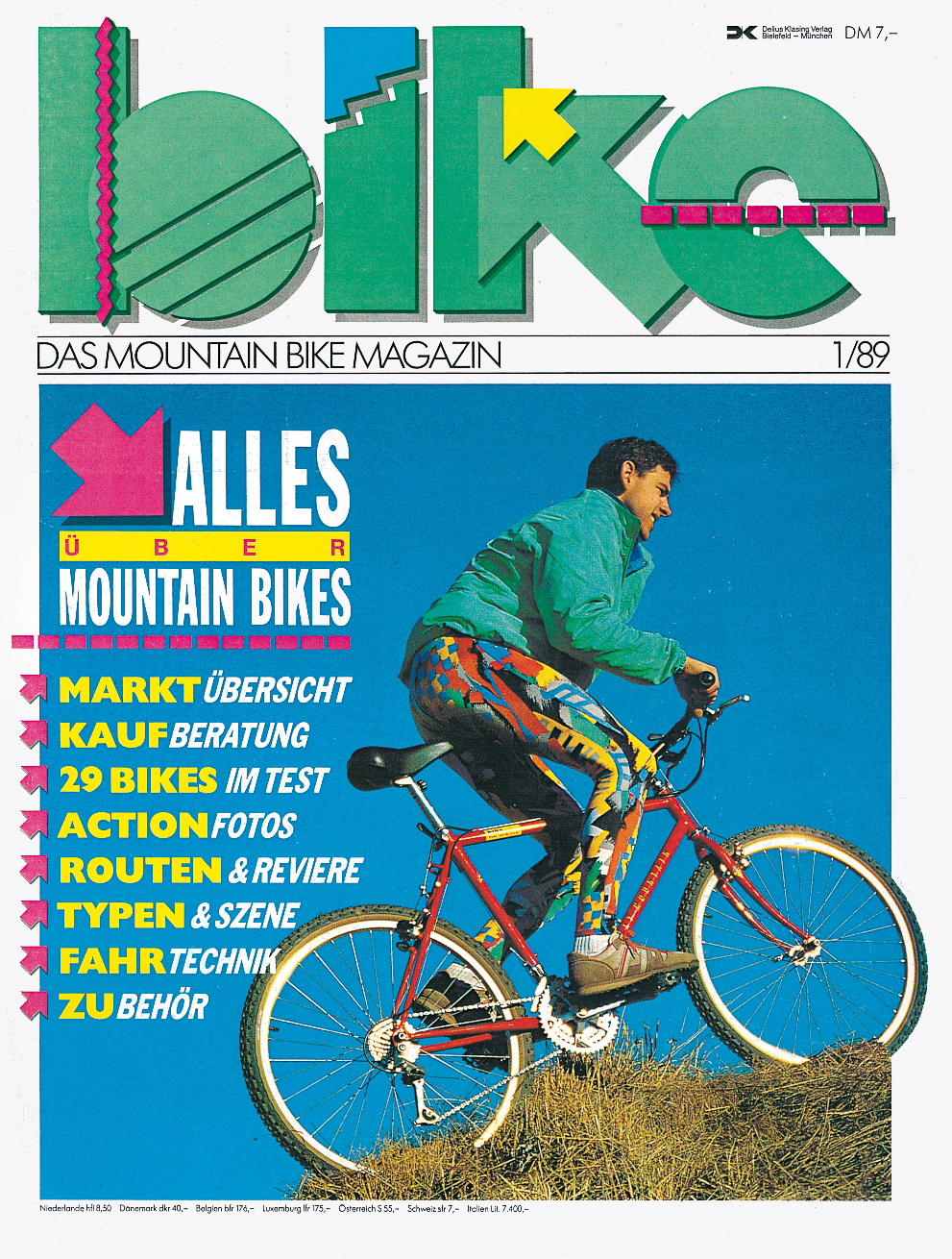
Titelcover der Erstausgabe der BIKE

Die erste Ausgabe der BIKE (01/89) erschien am 4. Mai 1989. Der Gründer und damalige Chefredakteur Ulrich Stanciu brachte im selben Jahr drei weitere Ausgaben heraus. Stanciu, jetzt Herausgeber des Magazins, gilt als Vorreiter der Mountainbike-Bewegung in Deutschland. Schwerpunkt der ersten Ausgabe war ein Räder-Test am Tremalzo-Pass im Norden des Gardasees. Innerhalb von drei Jahren erhöhte sich die Auflage der BIKE auf über 100.000 Exemplare.

## Auflagenentwicklung
Die verkaufte Auflage ist seit 1998 um 61,1 Prozent gesunken. Sie beträgt gegenwärtig 33.901 Exemplare. Das entspricht einem Rückgang von 53.188 Stück. Der Anteil der Abonnements an der verkauften Auflage liegt bei 58,5 Prozent.
| 1998  | 1999  | 2000  | 2001  | 2002  | 2003  | 2004  | 2005  | 2006  | 2007  | 2008  | 2009  | 2010  | 2011  | 2012  | 2013  | 2014  | 2015  | 2016  | 2017  | 2018  | 2019  | 2020  | 2021  | 2022  | 2023  | 2024  |
| ----- | ----- | ----- | ----- | ----- | ----- | ----- | ----- | ----- | ----- | ----- | ----- | ----- | ----- | ----- | ----- | ----- | ----- | ----- | ----- | ----- | ----- | ----- | ----- | ----- | ----- | ----- |
| 87089 | 83666 | 74335 | 71275 | 71081 | 76937 | 76949 | 75276 | 71209 | 77976 | 78187 | 70969 | 65396 | 61492 | 59337 | 60106 | 55604 | 54512 | 47130 | 43958 | 46793 | 44300 | 47470 | 45856 | 39853 | 35211 | 33901 |

| 1998  | 1999  | 2000  | 2001  | 2002  | 2003  | 2004  | 2005  | 2006  | 2007  | 2008  | 2009  | 2010  | 2011  | 2012  | 2013  | 2014  | 2015  | 2016  | 2017  | 2018  | 2019  | 2020  | 2021  | 2022  | 2023  | 2024  |
| ----- | ----- | ----- | ----- | ----- | ----- | ----- | ----- | ----- | ----- | ----- | ----- | ----- | ----- | ----- | ----- | ----- | ----- | ----- | ----- | ----- | ----- | ----- | ----- | ----- | ----- | ----- |
| 23926 | 24053 | 24417 | 25209 | 24966 | 25510 | 25840 | 24695 | 25685 | 25823 | 26143 | 27349 | 26468 | 26875 | 28623 | 29389 | 30656 | 30349 | 29208 | 27811 | 27032 | 25563 | 25444 | 25483 | 21747 | 19285 | 19830 |

## Produktpalette
Neben den monatlich erscheinenden Ausgaben der BIKE gibt der Delius Klasing Verlag einige Sonderhefte heraus, die unter der Marke BIKE erscheinen. So zum Beispiel der BIKE Alpen Guide, der BIKE Fitness Guide oder der BIKE Workshop. Der Alpen Guide enthält Revierbeschreibungen und Touren aus verschiedenen Gebieten der Alpen.
Der Fitness Guide befasst sich mit allen sportlichen Themen ums Rad – hauptsächlich mit Training, Ernährung und Gesundheit.
Der BIKE Workshop gilt als größte Mountainbike-Marktübersicht im deutschsprachigen Raum. Im Workshop finden sich rund 3500 Mountainbikes, Komponenten, Zubehör- und Bekleidungsteile mit Preisen, technischen Daten und Vertriebsadressen. Diese Sonderhefte erscheinen jeweils einmal im Jahr. Seit 2005 erscheint neben BIKE die Zeitschrift FREERIDE.
Ein Online-Angebot existiert seit 1999. Veröffentlicht werden dort Tipps und Informationen zu den Themen Reise und Touren, Test, Video, Werkstattserien, Ernährung, Fitness und Training.

## Veranstaltungen
BIKE ist auch als Veranstalter im Mountainbike-Bereich tätig. Das Bike-Festival Garda Trentino am Gardasee hatte bei der ersten Auflage im Jahr 1994 4000 Besucher. Seitdem stieg die Zahl auf 45.000 an und es sind etwa 170 Aussteller vertreten. 1998 fand erstmals das Bike-Festival Willingen statt. Heute findet das Festival mit 35.000 Besuchern und 130 Ausstellern statt. Seit 2018 richtet BIKE auch das Bike-Festival Saalfelden Leogang aus.
Die bekannteste Veranstaltung der BIKE ist die Bike Transalp. Das Etappenrennen, das 1998 seine Premiere feierte, führt in Zweierteams über die Alpen.

## Auszeichnungen
Seit 2008 verleiht BIKE einmal im Jahr den BIKE-Meilenstein. Mit diesem Preis sollen Firmen aus der Mountainbike-Branche für innovative und wegweisende Produkte ausgezeichnet werden. Hierzu nominiert die Redaktion in den drei Kategorien Komplettrad/Rahmen-Set, Komponenten und Zubehör je drei Produkte. Über die Vergabe des Meilensteins entscheiden in einer Online-Abstimmung abschließend die BIKE-Leser. Die Verleihung der BIKE-Meilensteine erfolgt jährlich im Rahmen der Eurobike-Messe in Friedrichshafen.